# Score: 20th Anniversary World Tour
Score: 20th Anniversary World Tour è il quinto album dal vivo e quinto DVD del gruppo musicale statunitense Dream Theater, pubblicato il 29 agosto 2006 dalla Rhino Entertainment.

## Descrizione
Contiene il concerto di chiusura dell'Octavarium Tour registrato il 1º aprile 2006 presso il Radio City Music Hall di New York. Il concerto ha voluto celebrare anche i vent'anni di carriera del gruppo, il quale eseguì le suite Six Degrees of Inner Turbulence e Octavarium, oltre anche agli inediti Another Won (registrata quando il gruppo si chiamava ancora Majesty) e Raise the Knife, brano scartato dall'album Falling into Infinity. Anche dal vivo, i Dream Theater hanno voluto mostrare il passaggio da Train of Thought a Octavarium: mentre il sipario si apre e i componenti del gruppo cominciano a intravedersi, viene suonato in sottofondo il finale di In the Name of God e proprio nel momento dell'ultima nota di piano, il gruppo entra in scena eseguendo The Root of All Evil.
La seconda parte del concerto vede i Dream Theater esibirsi insieme a un'orchestra, denominata "Octavarium Orchestra". L'entrata in scena dell'orchestra coincide con un cambio di look del batterista Mike Portnoy: per adeguarsi all'orchestra il batterista abbandona infatti la sua canotta da basket e il cappellino, in favore di una maglietta molto particolare, il cui disegno richiama il tipico look giacca e cravatta. Inoltre, poco prima della seconda parte del concerto, il tastierista Jordan Rudess eseguì la marcia dal film Arancia meccanica, servita per permettere al pubblico di tornare ai loro posti prima della seconda metà del concerto e come bonus per il pubblico presente, dato che non è apparso sul CD né sul DVD.
Durante l'esecuzione di Under a Glass Moon, la chitarra di John Petrucci smise misteriosamente di suonare fino alla fine del primo ritornello. Nel DVD si può vedere Petrucci armeggiare sulla pedaliera e poi camminare dietro la sua postazione. A questo punto il video si concentra sugli altri quattro componenti del gruppo, fino a quando la chitarra non torna a funzionare. Successivamente, durante la fase di missaggio dell'album dal vivo e del DVD, Petrucci registrò la parte mancante in uno studio di registrazione.

## Tracce

### CD
Disc One
1. The Root of All Evil – 8:21 (testo: Mike Portnoy – musica: Dream Theater)
2. I Walk Beside You – 4:11 (testo: John Petrucci – musica: Dream Theater)
3. Another Won – 5:22 (testo: John Petrucci – musica: Dream Theater)
4. Afterlife – 5:47 (testo: Charlie Dominici – musica: Dream Theater)
5. Under a Glass Moon – 7:29 (testo: John Petrucci – musica: Dream Theater)
6. Innocence Faded – 5:32 (testo: John Petrucci – musica: Dream Theater)
7. Raise the Knife – 11:43 (testo: Mike Portnoy – musica: Dream Theater)
8. The Spirit Carries On – 9:44 (testo: John Petrucci – musica: Dream Theater)

Disc Two – Dream Theater with The Octavarium Orchestra
1. Six Degrees of Inner Turbulence – 41:22 (testo: John Petrucci, Mike Portnoy – musica: John Myung, John Petrucci, Mike Portnoy, Jordan Rudess)
2. Vacant – 3:02 (testo: James LaBrie – musica: John Myung, Jordan Rudess)
3. The Answer Lies Within – 5:36 (testo: John Petrucci – musica: Dream Theater)
4. Sacrificed Sons – 10:36 (testo: James LaBrie – musica: Dream Theater)

Disc Three – Dream Theater with The Octavarium Orchestra
1. Octavarium – 26:38 (testo: John Petrucci, James LaBrie, Mike Portnoy – musica: Dream Theater)
2. Metropolis – 10:37 (testo: John Petrucci – musica: Dream Theater)

### DVD
Disc One
- Set 1 – Dream Theater

1. The Root of All Evil – 9:32 (testo: Mike Portnoy – musica: Dream Theater)
2. I Walk Beside You – 5:10 (testo: John Petrucci – musica: Dream Theater)
3. Another Won – 5:41 (testo: John Petrucci – musica: Dream Theater)
4. Afterlife – 7:29 (testo: Charlie Dominici – musica: Dream Theater)
5. Under a Glass Moon – 7:28 (testo: John Petrucci – musica: Dream Theater)
6. Innocence Faded – 6:16 (testo: John Petrucci – musica: Dream Theater)
7. Raise the Knife – 11:49 (testo: Mike Portnoy – musica: Dream Theater)
8. The Spirit Carries On – 9:38 (testo: John Petrucci – musica: Dream Theater)

- Set 2 and Encore with The Octavarium Orchestra

1. Six Degrees of Inner Turbulence – 41:26 (testo: John Petrucci, Mike Portnoy – musica: John Myung, John Petrucci, Mike Portnoy, Jordan Rudess)
2. Vacant – 3:03 (testo: James LaBrie – musica: John Myung, Jordan Rudess)
3. The Answer Lies Within – 5:36 (testo: John Petrucci – musica: Dream Theater)
4. Sacrificed Sons – 10:36 (testo: James LaBrie – musica: Dream Theater)
5. Octavarium – 27:30 (testo: John Petrucci, James LaBrie, Mike Portnoy – musica: Dream Theater)
6. Metropolis – 11:16 (testo: John Petrucci – musica: Dream Theater)

Disc Two (Bonus Material)
1. The Score So Far... (20th Anniversary Documentary) – 56:23
2. Octavarium Animation – 3:06
3. Another Day (Live in Tokyo – August 26th 1993) – 4:47
4. The Great Debate (Live in Bucharest – July 4th 2002) – 13:39
5. Honor Thy Father (Live in Chicago – August 12th 2005) – 9:48

## Formazione
Dream Theater
- James LaBrie – voce
- John Petrucci – chitarra, voce
- John Myung – basso
- Jordan Rudess – tastiera, continuum, lap steel guitar
- Mike Portnoy – batteria, voce

The Octavarium Orchestra
- Jamshied Sharifi – direttore d'orchestra
- Elena Barere – primo violino
- Yuri Vodovos – violino
- Belinda Whitney – violino
- Avril Brown – violino
- Katherine Livolsi – violino
- Abe Appleman – violino
- Joyce Hammann – violino
- Karen Karlsrud – violino
- Ann Leathers – violino
- Ricky Sortomme – violino
- Jan Mullen – violino
- Carol Pool – violino
- Vincent Lionti – viola
- Adria Benjamin – viola
- Judy Wirmer – viola
- Crystal Garner – viola
- Jonathan Dinklage – viola
- Richard Locker – violoncello
- Eugene Moye – violoncello
- David Heiss – violoncello
- Caryl Paisner – violoncello
- Bob Carlisle – corno francese
- Dan Culpepper – corno francese
- Larry DiBello – corno francese
- George Flynn – trombone basso
- Pamela Sklar – flauto
- Ole Mathisen – clarinetto bemolle
- Jeff Kievir – tromba
- Jim Hynes – tromba
- Gordon Gottlieb – percussioni